# BioMetal
BioMetal — видеоигра в жанре горизонтального скролл-шутера, разработанная компанией Athena и выпущенная в 1993 году эксклюзивно для игровой консоли SNES.
Особенностью игры является полная замена саундтрека при выходе игры в Европе и США. Вместо оригинальной музыки, присутствовавшей в японской версии, были использованы лицензированные композиции популярной группы 2 Unlimited. Имена героев игры также были заменены на имена участников группы.
В 1997 году было выпущено продолжение игры, BioMetal Gust, эксклюзивно для Sega Saturn.

## Сюжет
Многолетняя космическая война привела к исчерпанию естественных ресурсов Млечного Пути. Галактический совет был вынужден послать флот на планету UP457 в поисках ресурсов для восполнения своих потерь. В процессе миссии флот вступил в сражение с полубиологической и полуметаллической формой жизни, названной «Биометаллом». Компьютер Совета рассчитал, что численность противника возрастает настолько быстро, что вся Галактика будет захвачена в течение 32 часов. Экипаж корабля Халбард, включающий из молодого пилота Дэвида Онидзуку (Кид Рей) и биолога Синтии Мэттьюс (Анита), а также флот WASP, получают задание уничтожить угрозу на UP457.

## Игровой процесс
Особенностью игрового процесса является система вооружения. В игре присутствует шесть видов оружия, получаемых собиранием разных призов, находящихся в капсулах. Некоторые виды оружия заменяют друг друга.
Корабль игрока имеет щит в виде четырёх вращающихся вокруг него орбов, активируемый при нажатии кнопки. При включении щита расходуется энергия, накапливаемая при отключённом щите.